# Ablation (médecine)
Pour les articles homonymes, voir Ablation.
En médecine, le mot ablation désigne le retrait de tissu biologique, généralement par traitement chirurgical.
L'ablation de surface de la peau, également appelée « resurfaçage » car elle induit une régénération de la peau, peut être effectuée par des produits chimiques (« peeling ») ou par des lasers.